# فوجیوارا نو ریوشی
فوجیوارا نو ریوشی (انگلیسی: Fujiwara no Ryoshi یا فوجیوارا نو تابیکو انگلیسی: Fujiwara no Tabiko ; ۱ ژانویهٔ ۰۷۵۹ – ۱۲ ژوئن ۰۷۸۸) یک زن ژاپنی از خاندان اشرافی یا کوگه در دوره نارا بود. او همسر امپراتور کانمو و مادر امپراتور جونا بود.